# Cratere Izquierdo
Izquierdo  è un cratere sulla superficie di Mercurio.